# Laugarbakki
Laugarbakki ist eine Siedlung im Nordwesten von Island und gehört zur Gemeinde Húnaþing vestra.

## Geografie
Laugarbakki liegt am Fluss Miðfjarðará südöstlich seiner Mündung in den Fjord Miðfjörður am Miðfjarðarvegur , etwa 400 Meter südlich der Ringstraße .

## Kultur und Sehenswürdigkeiten
In Laugarbakki entsteht ein Museum für Grettir den Starken, den Helden aus der Grettis saga, der auf dem nahen Hof Bjarg aufwuchs.
Von der Ringstraße aus kann man das meterhohe Schwert sehen, das neben dem Museumsgebäude im Rasen steckt.
Laugarbakki verfügt über heiße Quellen, mit deren Wasser Laugarbakki und Hvammstangi beheizt werden.
Seit 2014 findet jeweils am Verslunarmannahelgi das Norðanpaunk, ein selbstorganisiertes Non-Profit-Musikfestival statt.

## Tourismus
Eine Tankstelle mit Kiosk, ein Zeltplatz und ein Hotel Edda sind die Angebote für Reisende.
In Laugarbakki sind außerdem Angellizenzen für die Seen im Hochland (Arnarvatnsheiði) erhältlich.

## Persönlichkeiten
- Ásgeir Trausti, Singer-Songwriter